# Album (álbum de Public Image Ltd)
| Críticas profissionais | Críticas profissionais |
| Avaliações da crítica  | Avaliações da crítica  |
| Fonte                  | Avaliação              |
| ---------------------- | ---------------------- |
| Allmusic               | <                      |
| Robert Christgau       | B+                     |
| Trouser Press          | Favorável              |

Album é o quinto álbum musical de estúdio da banda britânica de punk rock Public Image Ltd lançado em 1986, produzido por Elektra.
Este álbum foi lançado em três tipos de mídia pela qual era adquirida: disco de vinil, CD e, cassete. Também ganhou destaque por ter tido a participação do guitarrista estadunidense Steve Vai e do baterista Ginger Baker.
É deste disco a canção "Rise" (com a famosa frase "anger is a energy"), que torno-se o sucesso da banda. Sua letra foi inspirada na então questão racial, o Apartheid na África do Sul.

## Faixas
As faixas deste álbum foram listadas como "Ingredients"
1. "F.F.F." (John Lydon, Bill Laswell) – 5:32
2. "Rise" (Lydon, Laswell) – 6:04
3. "Fishing" (Lydon, Jebin Bruni, Mark Schulz) – 5:20
4. "Round" (Lydon, Schulz) – 4:24
5. "Bags" (Lydon, Bruni, Schulz) – 5:28
6. "Home" (Lydon, Laswell) – 5:49
7. "Ease" (Lydon, Bruni) – 8:09

## Créditos Musicais
- John Lydon - vocais
- Tony Williams - bateria em "FFF", "Rise" e "Home"
- Ginger Baker - bateria na "Fishing", "Round", "Bags" e "Ease"
- Bernard Fowler - backing vocals em todas as faixas
- Ryuichi Sakamoto - Fairlight CMI em "Rise", "Fishing", "Bags" e "Ease"
- Nicky Skopelitis - guitarra em todas, exceto "Ease"
- Steve Vai - guitarra em todas as faixas
- Jonas Hellborg - baixo em todas as faixas
- Shankar - violino elétrico em "Rise" e "Round"
- Bernie Worrell - órgão em "FFF", "Round" e "Home", Yamaha DX7 em "Fishing"
- Malaquias Favores - baixo acústico em "Fishing" e "Bags"
- Steve Turre - didjeridu em "Ease"
- Aïyb Dieng - tambores em "Round"

## Desempenho nas Paradas Musicais

### Reino Unido
- O disco alcançou a posição #14 da UK Album Charts no dia 15 de Fevereiro de 1986.[7]
- O Single “Rise” alcançou a posição #11 da UK Top 75, no dia 1 de Fevereiro de 1986.[7]
- O Single “Home” alcançou a posição #75 da UK Top 75, no dia 1 de Maio de 1986.[7]

### Estados Unidos
- O disco alcançou a posição #115 da Billboard Top 200 album charts no dia 15 de Abril de 1986.

### Outros Países
- No Canadá, o disco alcançou a posição #95 da Canadian Albums Chart no dia 5 de Abril de 1986.[8]
- Na Nova Zelândia, o disco alcançou a posição #34 da New Zealand Top 50 Albums Chart no dia 27 de Abril de 1986. Além disso, single “Rise” entrou no Top 50, alcançando a posição #29 em 30 de Março de 1986.[9]